# Nibea soldado
La corvina soldado (Nibea soldado) es una especie de pez de la familia Sciaenidae en el orden de los Perciformes.

## Morfología
Los machos pueden llegar alcanzar los 60 cm de longitud total.

## Alimentación
Come peces pequeños y invertebrados

## Hábitat
Es un pez de clima tropical (22°N-23°S, 72°E-149°E) y demersal que vive hasta los 40 m de profundidad.

## Distribución geográfica
Se encuentra desde el India y Sri Lanka hasta Queensland (Australia), Nueva Guinea y el Vietnam, incluyendo la  cuenca inferior del río Mekong.

## Uso comercial
Es vendido fresco y en salazón en los mercados.

## Observaciones
Es inofensivo para los humanos.